# Batalla de Guilford Court House

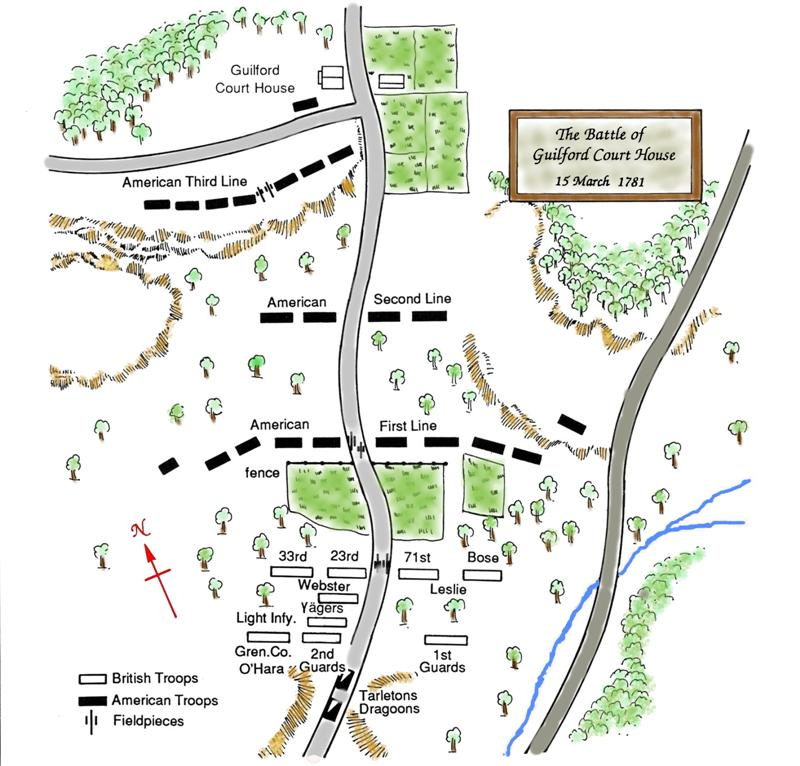
Mapa de la batalla de Guilford Court House

La batalla de Guildford Court House fue una batalla que ocurrió en Carolina del Norte el 15 de marzo de 1781. Junto con la anterior batalla de Cowpens, esta batalla resultó fundamental para la victoria estadounidense en la Guerra de la Independencia de Estados Unidos.
Aunque las tropas británicas bajo el mando de Charles Cornwallis obtuvieron una victoria táctica sobre las fuerzas estadounidenses bajo el mando de Nathanael Greene, los británicos sufrieron importantes pérdidas de tropas durante la batalla. Después Cornwallis abandonó su campaña por las Carolinas y, en su lugar llevó a su ejército a Virginia, donde en octubre de ese año se rindió al general George Washington después de la batalla de Yorktown, la última gran batalla terrestre de la guerra.

## Preludio
Durante los primeros tres años de la Guerra Revolucionaria estadounidense, que comenzó en abril de 1775, la mayoría de las principales batallas tuvieron lugar en las colonias del norte. Después de que los franceses ingresaron a la guerra del lado de los estadounidenses en 1778, los británicos cambiaron su enfoque a una campaña en el sur, donde esperaban contar con el apoyo de colonos estadounidenses aún leales a Gran Bretaña y la monarquía británica (después de conquistar las colonias del sur, los británicos creían que luego podrían capturar más fácilmente las del norte).
La campaña inicialmente fue exitosa, ya que los británicos tomaron los puertos clave de Savannah, Georgia, en diciembre de 1778, y Charleston, Carolina del Sur, en mayo de 1780, y, en el proceso, devastaraon al ejército estadounidense en el sur, que tuvo además otro golpe desastroso más tarde en la batalla de Camden.
La marea comenzó a cambiar para los estadounidenses en el otoño de 1780, cuando en octubre una milicia patriota derrotó a una milicia leal en la batalla de Kings Mountain, cerca de la actual Blacksburg, Carolina del Sur. Además, a fines de 1780, el general George Washington nombró al mayor general Nathanael Greene para encabezar el ejército continental en el sur. El nuevo comandante decidió dividir sus tropas en las Carolinas para forzar al contingente británico más grande bajo el teniente general Charles Cornwallis a luchar contra ellos en múltiples frentes (Greene también quería ganar tiempo para reconstruir el ejército). Esta estrategia dio sus frutos el 17 de enero de 1781, cuando el general de brigada Daniel Morgan y sus tropas derrotaron decisivamente a una fuerza británica de élite de Cornwallis comandada por el coronel Banastre Tarleton en Cowpens, Carolina del Sur.
Después de la batalla de Cowpens, Cornwallis debilitado, persiguió con todas sus fuerzas a los continentales a través de Carolina del Norte antes de detener a sus cansados soldados británicos en el río Dan. Tuvo que dejar atrás los suministros por falta de infantería ligera que también perdió en Cowpens. Los continentales escaparon ante ello a Virginia, donde Greene continuó acumulando sus fuerzas en preparación para enfrentarse a las tropas de Cornwallis. Para el 14 de marzo, los soldados de Greene habían regresado a Carolina del Norte y estaban acampados alrededor del Palacio de Justicia de Guilford, cerca de la actual ciudad de Greensboro (llamada así por el general Greene).

## La batalla
En la batalla de Guilford Court House Greene, consciente de que la mayor parte de sus tropas eran de la milicia, adoptó la misma táctica utilizada por Daniel Morgan en la batalla de Cowpens. Formó a sus aproximadamente 4.500 hombres en tres líneas. La primera línea estaba en manos de la milicia de Carolina del Norte equipado además con 2 cañones. En la segunda línea, Greene colocó a la milicia de Virginia con otros dos cañones. Finalmente los regulares continentales, 1400 en total, compusieron la tercera y más formidable línea. El concepto, conocido como defensa en profundidad, era que las dos primeras líneas agotaran el avance del enemigo e infligieran tantas bajas como fuera posible con la esperanza de dar un golpe decisivo en la tercera línea.
Las tropas inglesas aparecieron en el campo de batalla hambrientos y cansados después de los muchos días marchando con pocas raciones. Entonces, a la 1 y media de la tarde, Cornwallis envió a sus hombres hacia adelante. Cuando los británicos llegaron a 137 metros de los hombres de Greene, los estadounidenses abrieron fuego. Los británicos continuaron, devolviendo el fuego solo cuando estuviesen dentro del alcance. De esa manera los británicos se lanzaron hacia adelante. Los carolinianos del norte dispararon una vez más y luego se retiraron a los bosques a sus espaldas, abandonando su equipo mientras huían, como Greene les ordenó.
Cornwallis luego encontró una fuerte resistencia, cuando se acercó a los virginianos, posicionados a unos 400 metros detrás de la primera línea. Los virginianos pelearon duramente, pero con la infantería británica a su izquierda, centro y derecha, ellos se vieron obligados a retirarse. Aunque Cornwallis había atravesado dos líneas de infantería estadounidense, las filas británicas habían perdido su cohesión. El avance desarticulado ahora se acercaba a algunas de las mejores unidades de Greene.
La primera unidad británica en llegar a la tercera línea fue el 33.er Regimiento. Allí, el regimiento enfrentó a continentales de Virginia y Maryland y fueron expulsados. Los 2.os Guardias, sin embargo, lograron girar a la derecha del 2.º Maryland pero fueron detenidos en un contraataque por los Dragones Ligeros del Teniente Coronel William Washington y el 1.er Maryland. Sin embargo, cuando la infantería británica adicional llegó finalmente a la escena después de su lucha en la segunda línea, Greene prudentemente se desenganchó y se retiró dejando atrás la artillería.
La batalla se prolongó durante dos horas antes de que Greene ordenara la retirada. Eso ocurrió las 3 y media. La batalla dio a los británicos una victoria táctica pero aun así el ejército de Greene permaneció mayormente intacto. Más del 25 por ciento de los hombres de Cornwallis fueron muertos, heridos o capturados durante la batalla. Un estadista británico, Charles James Fox, dijo de este resultado: "Otra victoria de ese tipo arruinaría al ejército británico".

## Consecuencias
Aunque los británicos derrotaron tácticamente a la fuerza estadounidense, ellos aun así perdieron más de una cuarta parte de sus propios hombres. Eran tropas que no podían reponer, por lo que todos la llamaron una victoria pírrica. Por eso Cornwallis ya no persiguió al ejército de Greene, que todavía estaba intacto, ya que la mayoría de las bajas no provenían de los regulares, cuyas unidades permanecieron mayormente intactas después de la batalla. En cambio, el comandante británico tuvo que abandonar su campaña por las Carolinas y finalmente llevó a sus tropas a Virginia.
Allí, el 19 de octubre de 1781, luego de un asedio de tres semanas por las fuerzas estadounidenses y francesas en Yorktown, Cornwallis se vio obligado a rendirse ante el general Washington y el comandante francés Jean-Baptiste-Donatien de Vimeur, conde de Rochambeau, mientras que, hasta entonces, Greene liberó con sus tropas la mayor parte de Carolina del Sur. La batalla de Yorktown fue la última gran batalla terrestre de la Guerra Revolucionaria, que terminó oficialmente con el Tratado de París de 1783, en el que Gran Bretaña reconoció formalmente la independencia de los Estados Unidos.